# Wilhelm Ahlwardt
Theodor Wilhelm Ahlwardt (født 4. juli 1828 i Greifswald, død 2. november 1909 sammesteds) var en tysk orientalist. Han var søn af filologen Christian Wilhelm Ahlwardt.
Ahlwardt var siden 1861 professor i østerlandske sprog ved Greifswalds Universitet. Han har udgivet en række arabiske digtere, deriblandt flere af de førislamitiske (The divans of the six ancient Arabic poets, London 1870) samt Harun ar-Rashids berømte samtidige, Abu-Nuwâs. Disse udgaver er meget nøjagtige, ligesom Ahlwardt i det hele var en af sin samtids bedste kendere af den arabiske digtekunst og dens ejendommelige udtryksmåde; han har behandlet herhen hørende spørgsmål i Ueber Poesie und Poetik der alten Araber (1856).